# بيت هيرمان
بيت هيرمان (بالإنجليزية: Pete Herman)‏ مواليد 12 فبراير 1896 في نيو أورلينز - الوفاة 13 أبريل 1973، كان ملاكم أمريكي سابق صنّف ضمن فئة وزن الديك.

## إحصائيات
خاض خلال مسيرته 142 نزالا، فاز في 100 وتعادل في 13 وخسر في 29. فاز بالضربة القاضية في 21 نزالا.

## روابط خارجية
- بيت هيرمان على موقع بوكس ريك (الإنجليزية) (registration required)
- بيت هيرمان على موقع قاعة لويزيانا للمشاهير الرياضية (الإنجليزية)